# Enktesis
Enktesis (altgriechisch ἔγκτησις) bezeichnet das Recht von Bürgern anderer Staaten zum Erwerb von Grund und Boden im antiken Griechenland.
Nur Bürger konnten in Athen Grundstücke besitzen. Metöken, die in Athen lebenden Ausländer, waren nicht voll rechtsfähig. Sie durften kein Eigentum an Grundstücken erwerben. Dieses Recht konnte ihnen individuell durch Beschluss der Ekklesia (Volksversammlung) verliehen werden.
Eine andere Möglichkeit, das Vorrecht der enktesis (ἔγκτησις πάντων θανάτων καί ἀθανάτων), d. h. des Erwerbs von Grund und Boden (ἀθάνατα), sowie von Vieh und Sklaven (θνατά) zu verleihen, bestand in zwischenstaatlichen Verträgen. Insbesondere in hellenistischer Zeit gehörten die Epigamie und die Enktesis zu den wichtigsten Vertragsbestimmungen bei zwischenstaatlichen Isopolitieverträgen. Ein Beispiel ist der Grenz-, Isopolitie- und Bündnisvertrag zwischen Aitolischem und Akarnanischem Bund 263/62 v. Chr.